# Аликян, Абрам Саркисович
Абрам Саркисович Аликян (21 мая 1928 — 16 июня 2013) — армянский поэт и переводчик, член Союза писателей СССР с 1947 г.
Родился в семье эмигрантов в городе Александретта, который тогда находился в Сирии. Начальное образование получил в местном колледже. В 1939 г., после присоединения Александретты к Турции, его семья бежала в Бейрут. Окончив в 1947 г. семинарию Паланджян, он иммигрировал в Советскую Армению, а в 1949 г. переехал в Москву, где поступил в Литературный институт имени А. М. Горького, по окончании которого, в 1954 году, стал преподавателем того же учебного заведения, проработав на кафедре Художественного перевода до 1991 года. После распада СССР жил в Париже, а затем переехал в Ливан.
Умер в районе Бурдж Хаммуд Бейрута, где и похоронен.
Аликян — автор десятка стихотворных сборников, среди которых «Возвращённая песня» (1958), «Солнечные часы» (1968), и множества переводов из французской и русской литературы (Густав Флобер, Андре Моруа, Шарль Азнавур, Рубен Мелик, Борис Пастернак).